# Вібій Секвестр
Вібій Секвестр (*Vibius Sequester, IV або поч. V ст) — давньоримський науковець часів пізньої Римської імперії.

## Життя та творчість
Походив з роду Вібіїв. Про батьків та дати народження немає відомостей. Знано лише про твір Вібія Секвестра — «De fluminibus, fontibus, lacubus, nemorebus, paludibus, montibus, gentibus, quorum apud poetas mentio fit». Він представляє географічний лексикон, в якому у алфавітному порядку перераховано і пояснено назви річок, гір, джерел, озер, гаїв, боліт і племен, що зустрічаються у Вергілія, Овідія, Лукана і Сілія Італіка.